# Карло Аваллоне
Карло Аваллоне (італ. Carlo Pietro Maria Avallone, 21 січня 1850, Торре-Аннунціата - 6 березня 1929, Рим) - італійський адмірал.

## Біографія
Карло Аваллоне народився 21 січня 1850 року в місті Торре-Аннунціата. У 1863 році вступив до Військово-морської школи в Неаполі, яку закінчив у 1866 році у званні гардемарина. Того ж року на борту фрегата «Прінчіпе Умберто» брав участь у битві біля Лісси. Надалі служив на борту фрегата «Сан Мікеле», броненосців «Рома», «Ре ді Портогалло», «Прінчіпе Амадео» та «Анкона».
Протягом 1898-1899 років у званні капітана II рангу командував торпедним тараном «Калабрія».
У 1905 році Карло Аваллоне отримав звання контрадмірала. Протягом 1905-1911 років був генеральним директором флоту з артилерії та озброєння. Протягом Першої світової війни був керівником департаменту озброєння міністерства оборони. На цій посаді він блискуче проявив свої організаційні та технічні якості. Саме завдяки Карло Аваллоне була модернізована морська артилерія; поблизу Ла-Спеції був створений полігон, де випробовувались нові озброєння. Була заснована школа морських артилеристів та реорганізовані всі військово-морські школи. У 1907 році були проведені змагання кораблів зі стрільби, а у 1910 році - із запуску торпед. Карло Аваллоне також сприяв розвитку вітчизняної військової промисловості. Були збудовані фабрики з виготовлення снарядів, торпед, гармат, вибухівки.
У 1909 році Карло Аваллоне отримав звання віцеадмірала. У 1919 році вийшов у відставку. 
Помер 6 березня 1929 року у Римі.

## Нагороди
- Кавалер Великого хреста Ордена Корони Італії
- Кавалер Великого хреста Ордена Святих Маврикія та Лазаря